# Балка Карачурина
Балка Карачурина, Балка Кралурина — балка (річка) в Україні у Старобешівському районі Донецької області. Ліва притока річки Кальміусу (басейн Азовського моря).

## Опис
Довжина балки приблизно 7,89 км, найкоротша відстань між витоком і гирлом — 6,56  км, коефіцієнт звивистості річки — 1,20 . Формується декількома балками та загатами.

## Розташування
Бере початок на північно-східній околиці села Світле. Тече переважно на південний захід через Карачуринський ставок, понад селом Олександрівкою і впадає і кічку Кальміус (Старобешівське водосховище).

## Цікаві факти
- У XX столітті на балці існували молочно-тваринні ферми (МТФ) та декілька газових свердловин[4].